# Filippinernas flagga
Filippinernas flagga har på vänster sida en vit triangel med tre guldfärgade stjärnor och en sol med åtta strålar. Resterande flaggyta är delad på mitten och den övre halvan är blå och den nedre röd. Flaggan antogs den 19 maj 1898 och har proportionerna 1:2.

## Symbolik
Solen är en symbol för självständigheten. De åtta strålarna i solen står för de åtta provinser som deltog i revolten mot Spanien i slutet av 1800-talet. De tre stjärnorna står för de tre större regionerna i landet: Luzon, Visayaöarna och Mindanao. Den röda färgen står för folkets mod och tapperhet, och den blå färgen symboliserar folkets höga ideal.  Triangeln står för den revolutionära rörelsen Katipunan som ledde upproret mot Spanien, och den vita färgen representerar fred och renhet.

## Färger
| Schema    | Blå            | Röd            | Vit         | Gul           |
| --------- | -------------- | -------------- | ----------- | ------------- |
| Schema    |                |                |             |               |
| Cable No. | 80173          | 80108          | 80001       | 80068         |
| Pantone   | 286            | 186            | N/A         | 116           |
| RGB       | 0-56-168       | 206-17-38      | 255-255-255 | 252-209-22    |
| CMYK      | C100-M60-Y0-K5 | C0-M90-Y65-K10 | N/A         | C0-M18-Y85-K0 |
| HEX       | #0038A8        | #CE1126        | #FFFFFF     | #FCD116       |

## Historik
Flaggan skapades 1897 under det spansk-amerikanska kriget av general Emilio Aguinaldo, som då befann sig i exil i Hongkong. Den var tänkt att användas av det självständiga Filippinerna, en självständighet som USA beviljade först 1946. Flaggan användes i fält första gången vid Alapan den 28 maj 1898, då filippinska rebeller under general Aguinaldo besegrade en spansk armé. Idag är 28 maj Filippinernas flaggdag.

?Nya Spaniens flagga 1535-1821. Därefter användes Spaniens flagga.
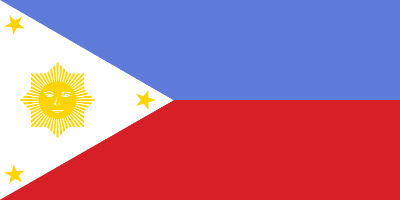
Tidigare version av flaggan som användes 1898-1901. Nyansen av blått skiljer sig från dagens flagga.
Den nuvarande örlogsgösen.

## Övrigt
Filippinernas flagga är unik genom att den kan föras upp och ned med det röda fältet överst som ett sätt att visa att landet befinner sig i krig.